# Paramormia ustulata
Paramormia ustulata är en tvåvingeart som först beskrevs av Alexander Henry Haliday 1856.  Paramormia ustulata ingår i släktet Paramormia och familjen fjärilsmyggor. Arten är reproducerande i Sverige. Inga underarter finns listade i Catalogue of Life.